# 尾根

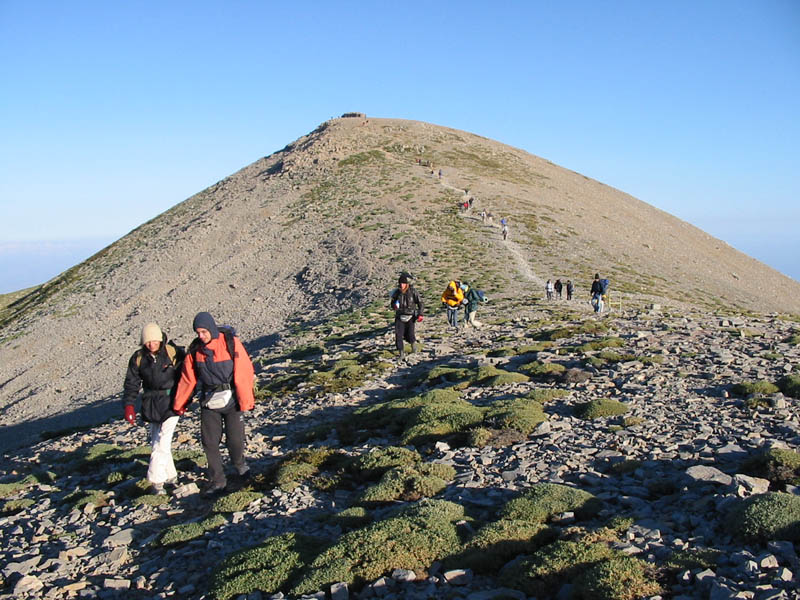
クレタ島イディ山の東側の尾根

尾根（おね）は、谷と谷に挟まれた山地の一番高い部分の連なりのことである。山稜（さんりょう）、稜線（りょうせん）とも言う。地図上では等高線の突出として示される。

## 概要
尾根は山頂から始まり谷間へと続く。富士山のような円錐形の山では尾根は明確には存在しない。しかし、降雨と流水によって浸食が進むと谷ができるから、谷と谷の間の盛り上がりとして尾根が生まれる。孤立峰（こりつほう）では尾根は山頂から麓へと伸びるが、多くの山は複数が並んでおり、その場合には尾根は山脈の間をつないで伸びる。ある程度直線的に尾根のつながった山が並ぶのを連峰（れんぽう）という。そのような尾根筋を通り抜ける山行を往々に縦走という。また、そのような尾根筋は分水嶺ともなる。
両側の斜面が急峻な尾根のことを、登山用語では痩せ尾根と言う。これにはいろいろな呼び方があり、鎌尾根、馬の背、剣の刃渡り（つるぎのはわたり）、金冷やし（きんひやし）などと呼ばれる場合がある。アレート（仏: arête）、グラート（独: grat）、リッジ（英: ridge）などとも呼ばれる。氷河の作用（氷食作用）によって作られた痩せ尾根は、日本では特にアレートと呼ばれる場合が多い。氷食によるアレートは、氷河の流下が進行していくことで峰の両側からカールが拡大してきてできる。痩せ尾根の中でも特に急なものは、ナイフエッジ（英: knife edge）とも呼ばれる。
「痩せ尾根」の反対に両側の斜面が緩やかな尾根を、登山用語では広い尾根と言う。やせ尾根は崖に近い点で危険であるから、穏やかな尾根の方が安全であるが、他方で緩やかな尾根は尾根筋が明確でないため、尾根筋をたどりにくく、道に迷う危険が大きい。八甲田山で雪中行軍が遭難したのも、なだらかな山頂部であるため、尾根筋によって方向が確認できなかったのが大きい理由であった。

## 道として

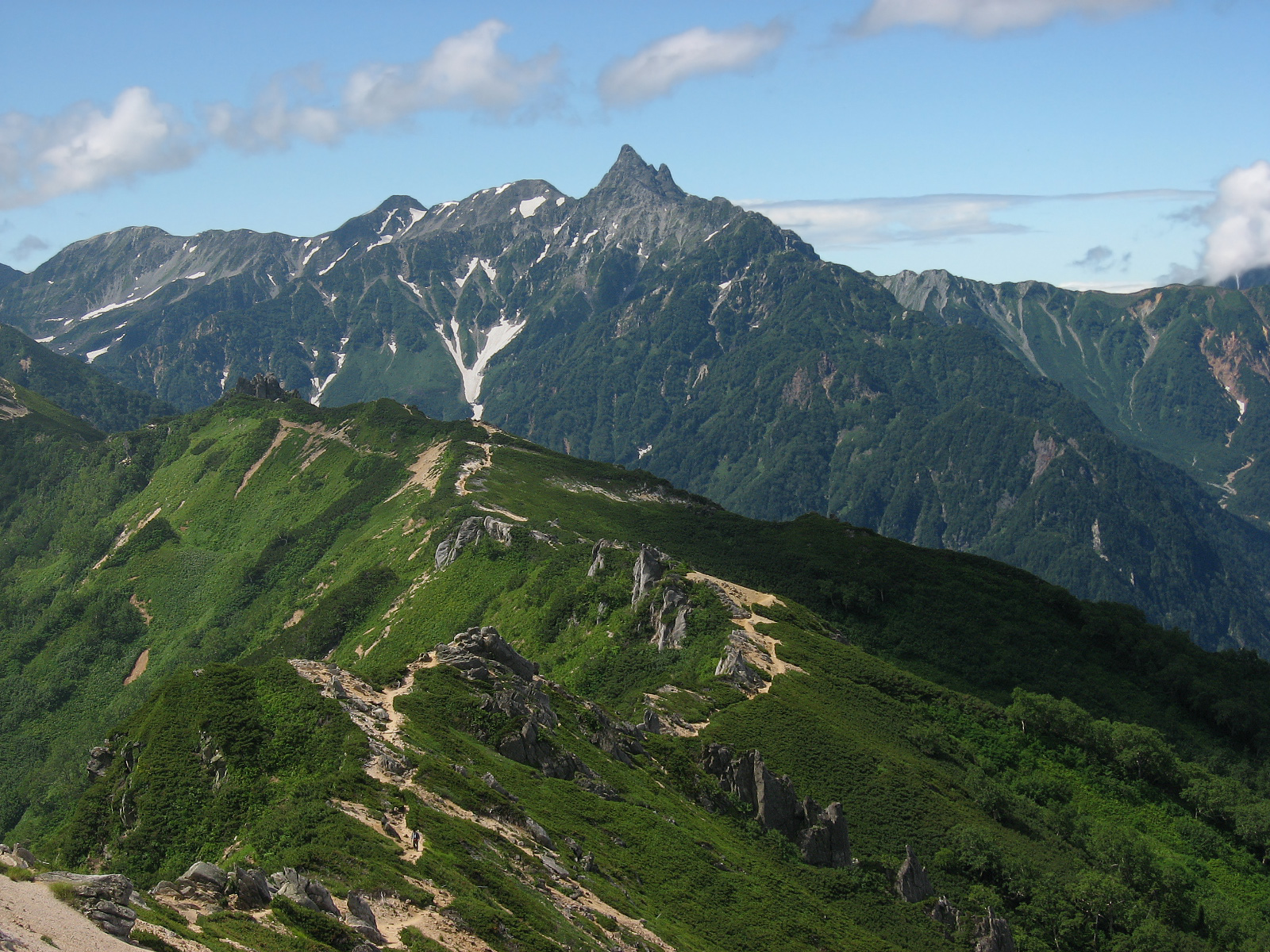
飛騨山脈の燕岳付近

山歩きをする場合、尾根筋は位置が把握しやすく、コースがわかりやすいため、道としてよく使われる。また、道に迷った場合も尾根筋に出るのがよい。谷間にはいると見晴らしがきかず方向がわからなくなる上、滝や崖があって通れなくなったり、それらからの転落や滑落の危険性があることが多い。また、上記のように尾根筋は分水嶺であることがあり、その場合は下る向きを間違えると全く異なった方向に向かってしまう例もある。
このようなことから、古くから尾根筋は山を踏破する際の通り道として使われた。たとえば熊野古道の山間部はその多くが尾根筋で、要所要所で谷底に下りつつ、また尾根を昇る繰り返しになっている。普通あまり昇降のない部分は尾根筋を通り、ちょっとしたピークではその山腹を通るようなコースである。なお、このような経緯から、山間部奥地では集落は往々にして主たる河川より遙かに水準の高い位置に作られた。
ただし尾根筋は一般に水が十分に得られず、生活には不向きである。集落は山腹から谷間に作られる。山を越える場合、長く続く尾根があれば最も低いところで越える。このような地点を峠という。
道路は主に河川沿いに造られるが、主流ではそのそばを通り、谷間から分水嶺を超える場合には谷底から山腹を昇って、ある程度のところでトンネルを造ってしまう。そのため、古道をあちこちで横切るコースになる。また、集落より遙かに低いところを新しい道路が通ることになる例が多く、不便さを増幅している。

## 区分線として
尾根筋ははっきりした区切りとして把握しやすい。また、水系を分けるものでもあり、それによる区分には実質的な意味もある。そのため、尾根筋を区分線とする例が多い。行政区分も、往々にして尾根筋を通る。高い山の山頂が二つ以上の行政区分にまたがる例が良くあるのもこれによる。